# Claroteidae
Claroteidae zijn een familie van straalvinnige vissen uit de orde van Meervalachtigen (Siluriformes).

## Taxonomie
De volgende geslachten zijn bij de familie ingedeeld:
- Amarginops Nichols & Griscom, 1917
- Anaspidoglanis Teugels, Risch, De Vos & Thys van den Audenaerde, 1991
- Auchenoglanis Günther, 1865
- Bathybagrus R. M. Bailey & D. J. Stewart, 1984
- Chrysichthys Bleeker, 1858
- Clarotes Kner, 1855
- Gephyroglanis Boulenger, 1899
- Gnathobagrus Nichols & Griscom, 1917
- Phyllonemus Boulenger, 1906
- Notoglanidium Günther, 1903
- Platyglanis Daget, 1979
- Lophiobagrus Poll, 1942
- Parauchenoglanis Boulenger, 1911
- Pardiglanis Poll, Lanza & Romoli Sassi, 1972